# Frans van Schooten

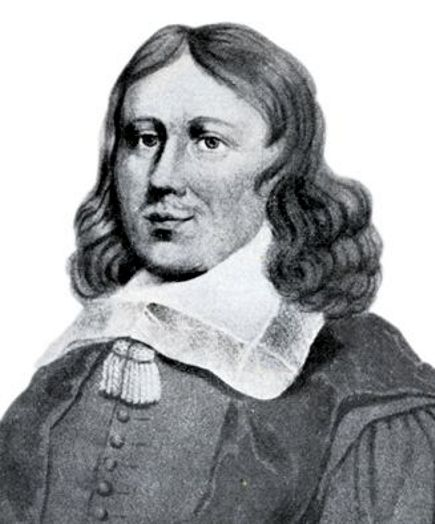
Frans van Schooten

Frans van Schooten (* 1615 in Leiden, Niederlande; † 29. Mai 1660 in Leiden), auch lat.-niederl. Franciscus van Schooten, niederl.-frz. Franciscus à Schooten oder lat. Franciscus Schooten, war ein niederländischer Mathematiker, der vor allem für die Popularisierung der analytischen Geometrie von René Descartes bekannt ist.
Er wird auch Frans van Schooten der Jüngere genannt, um ihn von seinem Vater Frans van Schooten der Ältere (1581–1646) zu unterscheiden.

## Leben
Van Schootens Vater, Frans van Schooten der Ältere, war Professor an der Ingenieursschule in Leiden (Leidse ingenieursschool) und hielt dort Vorlesungen auf Niederdeutsch. Zu seinen Schülern zählten Christiaan Huygens, Johan Hudde und René de Sluze.
Van Schooten las Descartes’ La Géométrie (ein Anhang zu seinem Buch Discours de la méthode), bevor es publiziert wurde. Da er es schwer verständlich fand, ging er nach Frankreich, um die Werke anderer Mathematiker der Zeit wie François Viète und Pierre de Fermat zu studieren. Nach seiner Rückkehr nach Leiden wurde er Professor für Mathematik als Nachfolger seines Vaters. Seine Kommentare zur Géométrie von Descartes machten das Werk breiteren Schichten von Mathematikern verständlich. Sie waren daher mitverantwortlich für die Verbreitung der analytischen Geometrie in der Welt. Durch Van Schootens Arbeit wurde Leiden für eine kurze Periode in der Mitte des 17. Jahrhunderts das Zentrum der mathematischen Gemeinschaft.

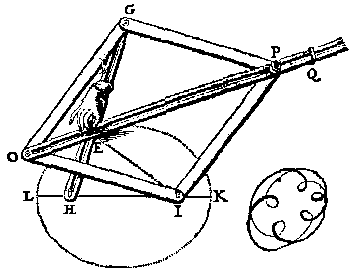
Ellipsenzirkel, siehe Animation

Schooten entwickelte auch eine Trilogie aus Ellipsenzirkel, Hyperbelzirkel und Parabelzirkel, mit denen die dazugehörigen Kurven exakt gezeichnet werden können.
1657 veröffentlichte er die Abhandlung De Ratiociniis in Aleæ Ludo von Christiaan Huygens.

## Werke

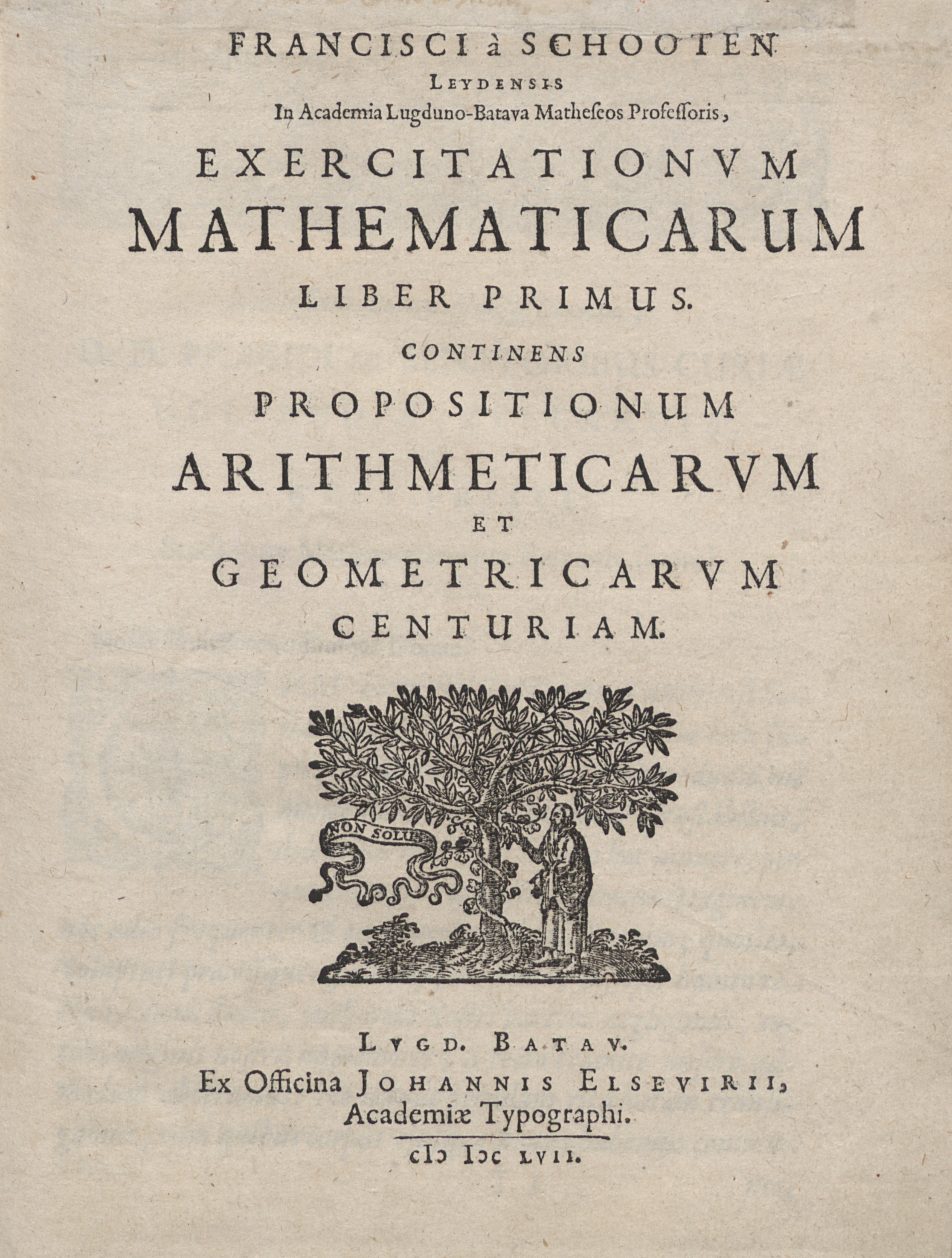
Exercitationum mathematicarum libri, 1656–1657

- Franciscus van Schooten: Exercitationvm Mathematicarum libri quinque. Lugdunum Batavorum [= Leiden]: Johannes Elsevirius, 1656–1657. – Das Original in niederländischer Sprache erschien wenige Jahre später unter Mathematische Oeffeningen, begrepen in vijf Boecken. Gerrit van Goedesbergh, Amsterdam 1659.